# Riccardo Nowak
Pour les articles homonymes, voir Nowak.
Riccardo Nowak est un escrimeur italien né le 16 janvier 1885 à Bergame et mort le 18 février 1950 dans la même ville.

## Carrière
L'escrimeur italien participe aux épreuve d'épée et de sabre lors des Jeux olympiques d'été de 1908 à Londres ; il remporte la médaille d'argent en sabre par équipe, termine quatrième en épée par équipe et est éliminé au deuxième tour des épreuves individuelle d'épée et de sabre.